# Дуго језеро (Псковска област)
Дуго језеро (рус. Озеро Долгое) слатководно је ледничко језеро у северном делу Псковске области, на северозападу европског дела Руске Федерације.
Налази се у централном делу Пљушког рејона и обухвата акваторију површине 1,7 км². Иако се по површини убраја међу мања језера у целој области, са максималном дубином од 21,3 метра (у просеку око 6,7 метара), једно је од најдубљих језера у целој Псковској области.
Из језера отиче река Должанка (дужине тока 12 км) преко које је језеро повезано са басеном реке Пљусе, односно припада басену Финског залива Балтичког мора.
Језеро је јако издужено у смеру северозапад-југоисток, обале су доста стрме, у нижим деловима јако замочварене.